# João-platino
Cesteiro-das-pampas ou joão-platino (Asthenes hudsoni) é uma espécie de ave da família Furnariidae.
Pode ser encontrada nos seguintes países: Argentina, Brasil, Paraguai e Uruguai.
Os seus habitats naturais são: campos de gramíneas de clima temperado.